# Lillebror och Karlsson

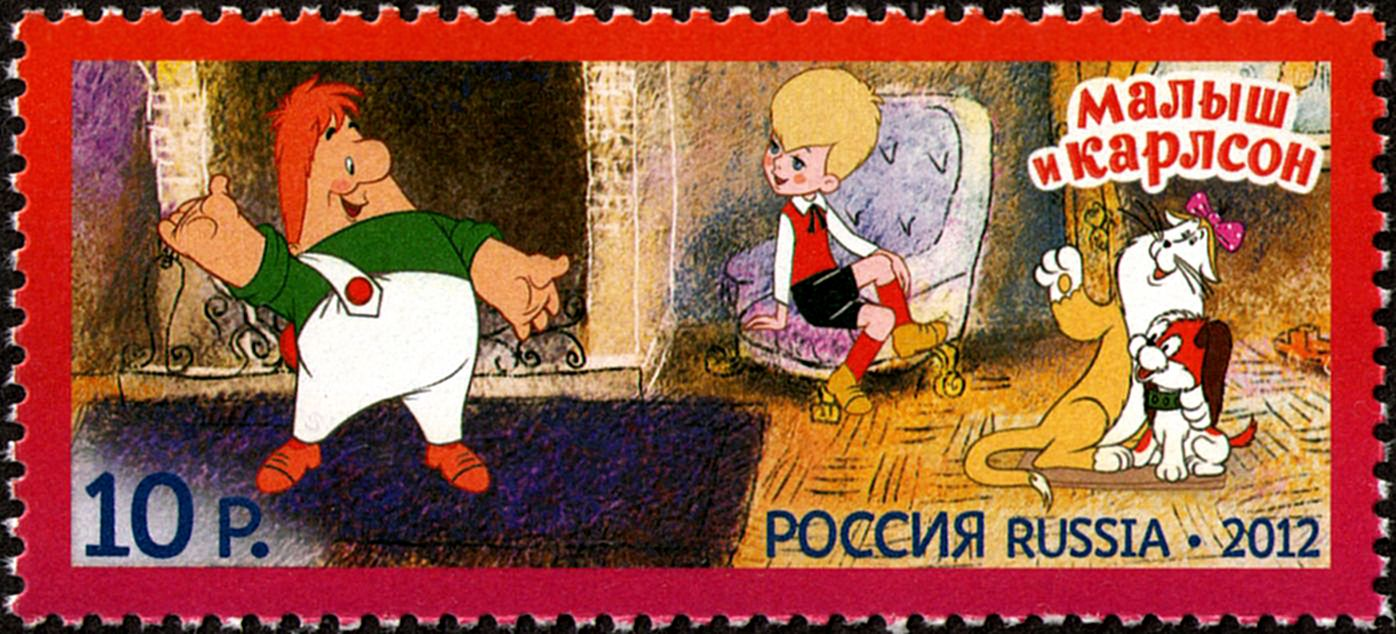
Ett ryskt frimärke med motiv från filmen

Lillebror och Karlsson (ryska: Малыш и Карлсон, Malysj i Karlson) är en 19 minuter lång sovjetisk tecknad film producerad av Sojuzmultfilm 1968. Den bygger på Astrid Lindgrens bok Lillebror och Karlsson på taket. 1970 hade uppföljaren Karlsson är tillbaka premiär.

## Handling
En sjuårig pojke, det yngsta barnet i familjen, har tråkigt i sin ensamhet när plötsligt en person med propeller på ryggen flyger in genom hans fönster och presenterar sig som: "Karlson på taket".

## Röster
- Klara Rumjanova - Lillebror
- Vasilij Livanov - Karlsson / Lillebrors pappa
- Valentina Leontieva - Lillebrors mamma
- Maria Vinogradova - buse / valps ägare